# Daron Rahlves
Daron Louis Rahlves (ur. 12 czerwca 1973 w Walnut Creek) – amerykański narciarz alpejski i dowolny, trzykrotny medalista mistrzostw świata.

## Kariera
Po raz pierwszy na arenie międzynarodowej pojawił się w 1992 roku, startując na mistrzostwach świata juniorów w Mariborze, gdzie jego najlepszym wynikiem było 33. miejsce w supergigancie. Zajął też 36. miejsce w slalomie i 37. miejsce w gigancie.
W zawodach Pucharu Świata zadebiutował 13 marca 1994 roku w Whistler, zajmując 62. miejsce w supergigancie. Pierwsze pucharowe punkty wywalczył cztery dni później w Vail, zajmując 20. miejsce w tej samej konkurencji. Na podium zawodów tego cyklu po raz pierwszy stanął 3 marca 2000 roku w Kvitfjell, kończąc zjazd na pierwszej pozycji. W zawodach tych wyprzedził Didiera Cuche ze Szwajcarii i Austriaka Hermanna Maiera. Łącznie 28 razy stawał na podium, odnosząc dwanaście zwycięstw, w tym dziewięć w zjeździe i trzy w supergigancie. Najlepsze wyniki osiągnął w sezonie 2005/2006, kiedy zajął czwarte miejsce w klasyfikacji generalnej, a w klasyfikacjach zjazdu i supergiganta był trzeci. Ponadto w sezonach 2002/2003 i 2003/2004 był drugi w klasyfikacji zjazdu, w sezonie 2003/2004 był też drugi w supergigancie, a w sezonie 2004/2005 zajął trzecie miejsce w klasyfikacji supergiganta.
Na mistrzostwach świata w St. Anton zdobył złoty medal w supergigancie, wyprzedzając dwóch Austriaków: Stephana Eberhartera i Hermanna Maiera. Na rozgrywanych cztery lata później mistrzostwach świata w Bormio zdobył dwa medale. Najpierw zajął drugie miejsce w zjeździe, rozdzielając na podium swego rodaka, Bode Millera i Austriaka Michaela Walchhofera. Następnie zajął trzecie miejsce w gigancie, plasując się za Maierem i Benjaminem Raichem. W 2002 roku wystartował na igrzyskach olimpijskich w Nagano, zajmując siódme miejsce w supergigancie i dwudzieste w gigancie. Na rozgrywanych cztery lata później igrzyskach w Salt Lake City jego najlepszym wynikiem było ósme miejsce w supergigancie. Brał też udział w igrzyskach olimpijskich w  Turynie, zajmując między innymi dziewiąte miejsce w supergigancie i dziesiąte w zjeździe. W 2006 roku zakończył starty w narciarstwie alpejskim.
Na przełomie 2007 i 2008 roku Rahlves zaczął startować w skicrossie. W zawodach Pucharu Świata zadebiutował 2 lutego 2008 roku w Deer Valley, zajmując czwarte miejsce. Tym samym już w swoim debiucie wywalczył pierwsze pucharowe punkty. Na podium zawodów tego cyklu jedyny raz stanął 5 stycznia 2010 roku w St. Johann in Tirol, zajmując drugie miejsce. Rozdzielił tam na Niemca Simona Stickla i Davida Duncana z Kanady. W 2009 roku wystartował na mistrzostwach świata w Inawashiro, zajmując dziewiąte miejsce. Wystąpił także na igrzyskach olimpijskich w Vancouver w 2010 roku, gdzie zajął 28. miejsce.

## Osiągnięcia

### Narciarstwo alpejskie

#### Igrzyska olimpijskie
| Miejsce | Dzień     | Rok  | Miejscowość    | Konkurencja | Czas biegu | Strata | Zwycięzca           |
| ------- | --------- | ---- | -------------- | ----------- | ---------- | ------ | ------------------- |
| 7.      | 16 lutego | 1998 | Nagano         | Supergigant | 1:34,82    | +1,14  | Hermann Maier       |
| 20.     | 19 lutego | 1998 | Nagano         | Gigant      | 2:38,51    | +5,08  | Hermann Maier       |
| 16.     | 10 lutego | 2002 | Salt Lake City | Zjazd       | 1:39,13    | +1,71  | Fritz Strobl        |
| 8.      | 16 lutego | 2002 | Salt Lake City | Supergigant | 1:21,58    | +0,90  | Kjetil André Aamodt |
| 10.     | 12 lutego | 2006 | Turyn          | Zjazd       | 1:48,80    | +1,53  | Antoine Dénériaz    |
| 9.      | 18 lutego | 2006 | Turyn          | Supergigant | 1:30,65    | +0,72  | Kjetil André Aamodt |
| DNF1    | 20 lutego | 2006 | Turyn          | Gigant      | 2:35,00    | -      | Benjamin Raich      |

#### Mistrzostwa świata
| Miejsce | Dzień       | Rok  | Miejscowość   | Konkurencja | Czas biegu | Strata | Zwycięzca                |
| ------- | ----------- | ---- | ------------- | ----------- | ---------- | ------ | ------------------------ |
| 22.     | 13 lutego   | 1996 | Sierra Nevada | Supergigant | 1:21,80    | +1,98  | Atle Skårdal             |
| DNF1    | 23 lutego   | 1996 | Sierra Nevada | Gigant      | 1:58,63    | -      | Alberto Tomba            |
| DNF     | 3 lutego    | 1997 | Sestriere     | Supergigant | 1:29,68    | -      | Atle Skårdal             |
| 31.     | 8 lutego    | 1997 | Sestriere     | Zjazd       | 1:51,11    | +3,63  | Bruno Kernen             |
| DNF1    | 12 lutego   | 1997 | Sestriere     | Gigant      | 2:48,23    | -      | Michael von Grünigen     |
| 13.     | 2 lutego    | 1999 | Vail          | Supergigant | 1:14,53    | +1,34  | Hermann Maier Lasse Kjus |
| DNF     | 6 lutego    | 1999 | Vail          | Zjazd       | 1:40,60    | -      | Hermann Maier            |
| 1.      | 31 stycznia | 2001 | St. Anton     | Supergigant | 1:21,46    | -      | -                        |
| 5.      | 7 lutego    | 2001 | St. Anton     | Zjazd       | 1:38,74    | +0,90  | Hannes Trinkl            |
| 19.     | 8 lutego    | 2001 | St. Anton     | Gigant      | 2:23,80    | +4,02  | Michael von Grünigen     |
| 22.     | 2 lutego    | 2003 | Sankt Moritz  | Supergigant | 1:38,80    | +2,31  | Stephan Eberharter       |
| DSQ     | 8 lutego    | 2003 | Sankt Moritz  | Zjazd       | 1:43,54    | -      | Michael Walchhofer       |
| 16.     | 12 lutego   | 2003 | Sankt Moritz  | Gigant      | 2:45,93    | +1,58  | Bode Miller              |
| 10.     | 29 stycznia | 2005 | Bormio        | Supergigant | 1:27,55    | +1,70  | Bode Miller              |
| 2.      | 5 lutego    | 2005 | Bormio        | Zjazd       | 1:56,22    | +0,44  | Bode Miller              |
| 3.      | 9 lutego    | 2005 | Bormio        | Gigant      | 2:50,41    | +0,68  | Hermann Maier            |

#### Mistrzostwa świata juniorów
| Miejsce | Dzień     | Rok  | Miejscowość | Konkurencja | Czas biegu | Strata | Zwycięzca      |
| ------- | --------- | ---- | ----------- | ----------- | ---------- | ------ | -------------- |
| 33.     | 26 lutego | 1992 | Maribor     | Supergigant | 1:08,11    | +3,04  | Tobias Hellman |
| 37.     | 28 lutego | 1992 | Maribor     | Gigant      | 2:04,26    | +6,10  | Michel Stuffer |
| 36.     | 1 marca   | 1992 | Maribor     | Slalom      | 1:13:55    | +9,30  | Tobias Hellman |

##### Puchar Świata

###### Miejsca w klasyfikacji generalnej
- sezon 1994/1995: 59.
- sezon 1995/1996: 58.
- sezon 1996/1997: 47.
- sezon 1997/1998: 57.
- sezon 1998/1999: 53.
- sezon 1999/2000: 40.
- sezon 2000/2001: 29.
- sezon 2001/2002: 34.
- sezon 2002/2003: 6.
- sezon 2003/2004: 5.
- sezon 2004/2005: 5.
- sezon 2005/2006: 4.

###### Miejsca na podium w zawodach PŚ
1. Kvitfjell – 3 marca 2000 (zjazd) – 1. miejsce
2. Kvitfjell – 4 marca 2000 (zjazd) – 1. miejsce
3. Kitzbühel – 20 stycznia 2001 (zjazd) – 3. miejsce
4. Beaver Creek – 7 grudnia 2002 (zjazd) – 3. miejsce
5. Bormio – 29 grudnia 2002 (zjazd) – 1. miejsce
6. Bormio – 11 stycznia 2003 (zjazd) – 3. miejsce
7. Wengen – 17 stycznia 2003 (zjazd) – 2. miejsce
8. Kitzbühel – 25 stycznia 2003 (zjazd) – 1. miejsce
9. Garmisch-Partenkirchen – 22 lutego 2003 (zjazd) – 3. miejsce
10. Lillehammer – 12 marca 2003 (zjazd) – 3. miejsce
11. Beaver Creek – 5 grudnia 2003 (zjazd) – 1. miejsce
12. Kitzbühel – 22 stycznia 2004 (zjazd) – 3. miejsce
13. Kitzbühel – 23 stycznia 2004 (supergigant) – 1. miejsce
14. Kitzbühel – 24 stycznia 2004 (zjazd) – 2. miejsce
15. Garmisch-Partenkirchen – 30 stycznia 2004 (zjazd) – 2. miejsce
16. Kvitfjell – 7 marca 2004 (supergigant) – 1. miejsce
17. Sestriere – 10 marca 2004 (zjazd) – 1. miejsce
18. Beaver Creek – 3 grudnia 2004 (zjazd) – 2. miejsce
19. Kitzbühel – 24 stycznia 2005 (supergigant) – 2. miejsce
20. Kvitfjell – 6 marca 2005 (supergigant) – 3. miejsce
21. Lenzerheide – 11 marca 2005 (supergigant) – 1. miejsce
22. Lake Louise – 27 listopada 2005 (supergigant) – 3. miejsce
23. Beaver Creek – 2 grudnia 2005 (zjazd) – 1. miejsce
24. Beaver Creek – 3 grudnia 2005 (gigant) – 2. miejsce
25. Bormio – 29 grudnia 2005 (zjazd) – 1. miejsce
26. Wengen – 14 stycznia 2006 (zjazd) – 1. miejsce
27. Kitzbühel – 21 stycznia 2006 (zjazd) – 3. miejsce
28. Åre – 16 marca 2006 (supergigant) – 2. miejsce

### Narciarstwo dowolne

#### Igrzyska olimpijskie
| Miejsce | Dzień     | Rok  | Miejscowość | Konkurencja | Zwycięzca      |
| ------- | --------- | ---- | ----------- | ----------- | -------------- |
| 28.     | 21 lutego | 2010 | Vancouver   | Skicross    | Michael Schmid |

#### Mistrzostwa świata
| Miejsce | Dzień   | Rok  | Miejscowość | Konkurencja | Zwycięzca    |
| ------- | ------- | ---- | ----------- | ----------- | ------------ |
| 9.      | 2 marca | 2009 | Inawashiro  | Skicross    | Andreas Matt |

#### X Games
| Miejsce | Rok  | Miejscowość | Konkurencja | Zwycięzca |
| ------- | ---- | ----------- | ----------- | --------- |
| 1.      | 2008 | Aspen       | Skicross    | -         |

##### Puchar Świata

###### Miejsca w klasyfikacji generalnej
- sezon 2007/2008: 109.
- sezon 2008/2009: 122.
- sezon 2009/2010: 49.

###### Miejsca na podium w zawodach PŚ
1. Oberndorf in Tirol – 5 stycznia 2010 (skicross) – 2. miejsce